# Grylloclonia
Grylloclonia is een geslacht van Phasmatodea uit de familie Pseudophasmatidae. De wetenschappelijke naam van dit geslacht is voor het eerst geldig gepubliceerd in 2004 door Zompro.

## Soorten
Het geslacht Grylloclonia omvat de volgende soorten:
- Grylloclonia grylloides Zompro, 2004
- Grylloclonia minima (Zompro, 1998)
- Grylloclonia papallacta (Giglio-Tos, 1910)
- Grylloclonia punana (Giglio-Tos, 1910)